# Episodi di Crime Story (seconda stagione)
La seconda stagione della serie televisiva Crime Story è andata in onda negli Stati Uniti d'America dal 22 settembre 1987 al 10 maggio 1988.
| nº | Titolo originale                         | Titolo italiano | Prima TV USA      | Prima TV Italia |
| -- | ---------------------------------------- | --------------- | ----------------- | --------------- |
| 1  | The Senator, the Movie Star, and the Mob |                 | 22 settembre 1987 |                 |
| 2  | Blast from the Past                      |                 | 29 settembre 1987 |                 |
| 3  | Always a Blonde                          |                 | 20 ottobre 1987   |                 |
| 4  | Atomic Fallout                           |                 | 27 ottobre 1987   |                 |
| 5  | Shockwaves                               |                 | 3 novembre 1987   |                 |
| 6  | Robbery, Armed                           |                 | 10 novembre 1987  |                 |
| 7  | Little Girl Lost                         |                 | 24 novembre 1987  |                 |
| 8  | Love Hurts                               |                 | 8 dicembre 1987   |                 |
| 9  | MIG-21                                   |                 | 15 dicembre 1987  |                 |
| 10 | Moulin Rouge                             |                 | 5 gennaio 1988    |                 |
| 11 | Seize the Time                           |                 | 12 gennaio 1988   |                 |
| 12 | Femme Fatale                             |                 | 19 gennaio 1988   |                 |
| 13 | Protected Witness                        |                 | 2 febbraio 1988   |                 |
| 14 | Last Rites                               |                 | 9 febbraio 1988   |                 |
| 15 | Pauli Taglia's Dream                     |                 | 8 marzo 1988      |                 |
| 16 | Roadrunner                               |                 | 15 marzo 1988     |                 |
| 17 | Desert Justice (aka The Brothel Wars)    |                 | 22 marzo 1988     |                 |
| 18 | Byline                                   |                 | 29 marzo 1988     |                 |
| 19 | The Hearings                             |                 | 5 aprile 1988     |                 |
| 20 | Pursuit (1)                              |                 | 26 aprile 1988    |                 |
| 21 | Escape (2)                               |                 | 3 maggio 1988     |                 |
| 22 | Going Home (3)                           |                 | 10 maggio 1988    |                 |